# Viktor Gernhard
Viktor Gernhard (* 14. März 1923 in Ebenhausen; † 20. Februar 2014 in Pfaffenhofen an der Ilm) war ein deutscher Marinemaler und Illustrator.

## Leben
Gernhard wurde zum Schriftsetzer und Drucker ausgebildet. Im Zweiten Weltkrieg war er von 1940 bis 1945 Soldat der Kriegsmarine und fuhr auf dem Zerstörer Z 25. Nach dem Krieg studierte Gernhard an der Münchner Kunstakademie, er war Schüler von Walter Repke. Ab 1933  lebte er in Pfaffenhofen an der Ilm.
Gernhard schuf auch Gemälde mit Ansichten der Hallertau und ihrer Menschen, darunter ein Porträt von Joseph Maria Lutz, das im Treppenhaus der nach dem Dichter benannten Pfaffenhofener Schule hängt.

## Gemälde (Auswahl)
- Letzte Fahrt des Wiking
- U 1, mehrere Bilder von der Probefahrt und der Skagen-Umrundung 1907, sowie bei der Begegnung mit U 3 im Kieler Tirpitzhafen
- U-Boot Typ UB bei den Orkney-Inseln (1914)
- UB 21 (1917)
- U 53 (KptLt Rose) taucht zum Angriff auf
- Seeadler vor Helgoland
- U-Boot Typ XXI in schwerer See (Gemäldezyklus)
- Begegnung von U 23 und Gorch Fock auf hoher See
- Die Prinz Eugen im Kampf
- U 23
- Heilige Nacht im Atlantik
- U-Boot-Fahrer
- Wikingerschiffe auf der Fahrt nach Jomsburg[1]

## Illustrationen
Gernhard ist der wichtigste deutsche Illustrator für U-Bootliteratur. Er illustrierte für alle deutschen Marineverlage.

### Buchillustrationen (Auswahl)
- Yachten in geheimer Mission. Ullstein
- Todesgefahr über uns. U 38 im Einsatz. Ullstein
- U 115. Jagd unter der Polarsonne. Ullstein
- U 112 auf Feindfahrt mit geheimer Order. Ullstein
- Tödliche Tiefen. Ullstein
- Das Santa-Lucia-Rätsel. Ullstein
- Die Wölfe und der Admiral. U-Boote im Kampfeinsatz. Bechtermünz
- U-Boottyp XXIII. Bernard & Graefe
- Duell der Admirale. U-136 auf tödlicher Jagd. Weltbild

## Schriften
- Ruhmesblätter deutscher Geschichte, DSZ-Verlag München 1997 (ISBN 3-925-92415-9)
- mit Paus P.: Auf Feindfahrt mit Z25, in Der Landser, Nr. 1633